# Sóng sin về không

Sóng sin về không (Tiếng Anh: damped sine wave) là một hàm số sin mà biên độ sẽ tiến tới không khi thời gian tăng.
Sóng sin về không thường được thấy trong khoa học và kỹ thuật, khi mà dao động tử điều hòa đang mất năng lượng nhanh hơn nó được cung cấp.

## Định nghĩa
Sóng sin mô tả hiện tượng dao động. Khi mà sóng sin về không, hai đỉnh của sóng thụt dần theo thời gian.
Sóng sin thật sự bắt đầu từ giời gian = 0 ở điểm gốc (biên độ  = 0). Sóng cos bắt đầu từ giá trị cao nhất vì nó khác tính chất với sóng sin. Trong thực tế sóng có thể ở giai đoạn trung gian, bao gồm cả sin và cos. Cụm từ "sóng sin về không" mô tả sóng giảm dần tới mức độ như thế nào, bất kể giá trị giai đoạn đầu của nó.
Dạng thụt giảm hay biết đến là dạng thụt giảm theo mũ, khi mà hai đỉnh trở thành một đường cong thụt giảm theo mũ.

## Công thức
Công thức chung cho dạng thụt giảm hàm sin theo mũ có thể được trình bày như sau:
{\displaystyle y(t)=A\cdot e^{-\lambda t}\cdot (\cos(\omega t+\phi )+(\sin(\omega t+\phi )))}
where:
{\displaystyle y(t)} là biên độ tức thời ở thời gian t
{\displaystyle A} là biên độ đầu tiên của sóng.
{\displaystyle \lambda } là một hằng số.
{\displaystyle \phi } là góc pha tại một số điểm tùy ý.
{\displaystyle \omega } là Tần số góc.
có thể được rút gọn thành
{\displaystyle y(t)=A\cdot e^{-\lambda t}\cdot (\cos(\omega t+\phi ))}
Khi:
{\displaystyle \phi } là góc pha tại thời gian t = 0.
Một số thông số quan trọng khác bao gồm:
Chu kỳ {\displaystyle \tau }, thời gian để hoàn thành một chu kỳ, trong đơn vị của thời gian t. Nó là phép nghịch đảo của tần số (xem ở dưới), ({\displaystyle f^{-1}}).
Tần số {\displaystyle f}. là số chu kỳ theo một đơn vị thời gian, và bằng với {\displaystyle \omega /(2\pi )}. Nó là phép nghịch đảo của chu kỳ ({\displaystyle \tau ^{-1}}). và được thể hiện trong nghịch đảo đơn vị thời gian {\displaystyle t^{-1}}.
Chu kỳ bán rã là thời gian cần để một đại lượng biến đổi với thời gian theo hàm suy giảm số mũ đạt đến một lượng bằng một nửa lượng ban đầu. Nó bằng với {\displaystyle \ln(2)/\lambda } gần khoảng {\displaystyle 0.693/\lambda }.
Bước sóng là khoảng cách ngắn nhất giữa hai điểm dao động cùng pha hay khoảng cách giữa hai đỉnh sóng và bị thay đổi theo tốc độ.